# Guilty (The Rasmus)
Guilty is een nummer van de Finse alternatieve rockband The Rasmus uit 2004. Het is de vijfde en laatste single van hun vijfde studioalbum Dead Letters.
De band heeft gezegd dat dit nummer gaat over hoe ze hun familie en vrienden hebben verwaarloosd vanwege de veeleisende en tijdrovende aard van hun werk. "Guilty" werd een grote hit in Finland, het thuisland van The Rasmus, waar het de 2e positie behaalde. In andere Europese landen was het succes iets bescheidener. Zo bereikte het in Nederland de 6e positie in de Tipparade, en in Vlaanderen de 17e positie in de Tipparade.

## Tracklijst
Cd-single
1. "Guilty" (US remix)
2. "First Day of My Life" (live)

Uitgebreidere CD-single (albumversie)
1. "Guilty" (albumversie)
2. "First Day of My Life" (live radio sessie)
3. "In the Shadows" (live radio sessie)
4. "Guilty" (video)